# Morte di Kris Kremers e Lisanne Froon
Kris Kremers (9 agosto 1992 – 2014) e 
Lisanne Froon (24 settembre 1992 – 2014) erano due studentesse olandesi scomparse il 1º aprile 2014, mentre percorrevano il sentiero El Pianista a Panama.
Qualche mese dopo è stato accertato il loro decesso in seguito al ritrovamento di parti dei loro corpi. La causa della loro morte non poté essere determinata con certezza, ma le autorità olandesi che lavorarono con gli investigatori forensi e di salvataggio ipotizzarono che potessero essere cadute da un precipizio dopo essersi perse. Le circostanze e le conseguenze della loro scomparsa portarono a molte speculazioni sulle possibili cause della loro morte; non fu possibile escludere la possibilità che le ragazze fossero state uccise e i funzionari panamensi vennero accusati di aver mal gestito il caso. Ulteriori indagini svoltesi nel 2017 sollevarono nuovi interrogativi sulle indagini originali, nonché su un possibile collegamento con altri omicidi nella zona. Sebbene siano state presentate molte teorie, non è stata stabilita alcuna causa ufficiale della loro morte.

## Le vittime
Kris Kremers, 21 anni, era descritta come una persona estroversa, creativa e responsabile. Lisanne Froon, 21 anni, era invece ambiziosa, ottimista, intelligente e un’appassionata giocatrice di pallavolo. Entrambe erano cresciute ad Amersfoort; Kremers aveva appena completato i suoi studi in educazione socio-culturale, specializzandosi in educazione artistica all’Università di Utrecht. Froon si era laureata in psicologia applicata a Deventer. Poche settimane prima di partire per Panama, le due ragazze si erano trasferite in un dormitorio ad Amersfoort e avevano iniziato a lavorare insieme in un bar-ristorante. Entrambe avevano risparmiato denaro per sei mesi e avevano pianificato di andare insieme a Panama in un viaggio culturale per imparare lo spagnolo e aiutare la gente del posto, in particolar modo tramite il volontariato coi bambini. Il viaggio serviva anche per festeggiare la laurea di Lisanne.

## La scomparsa

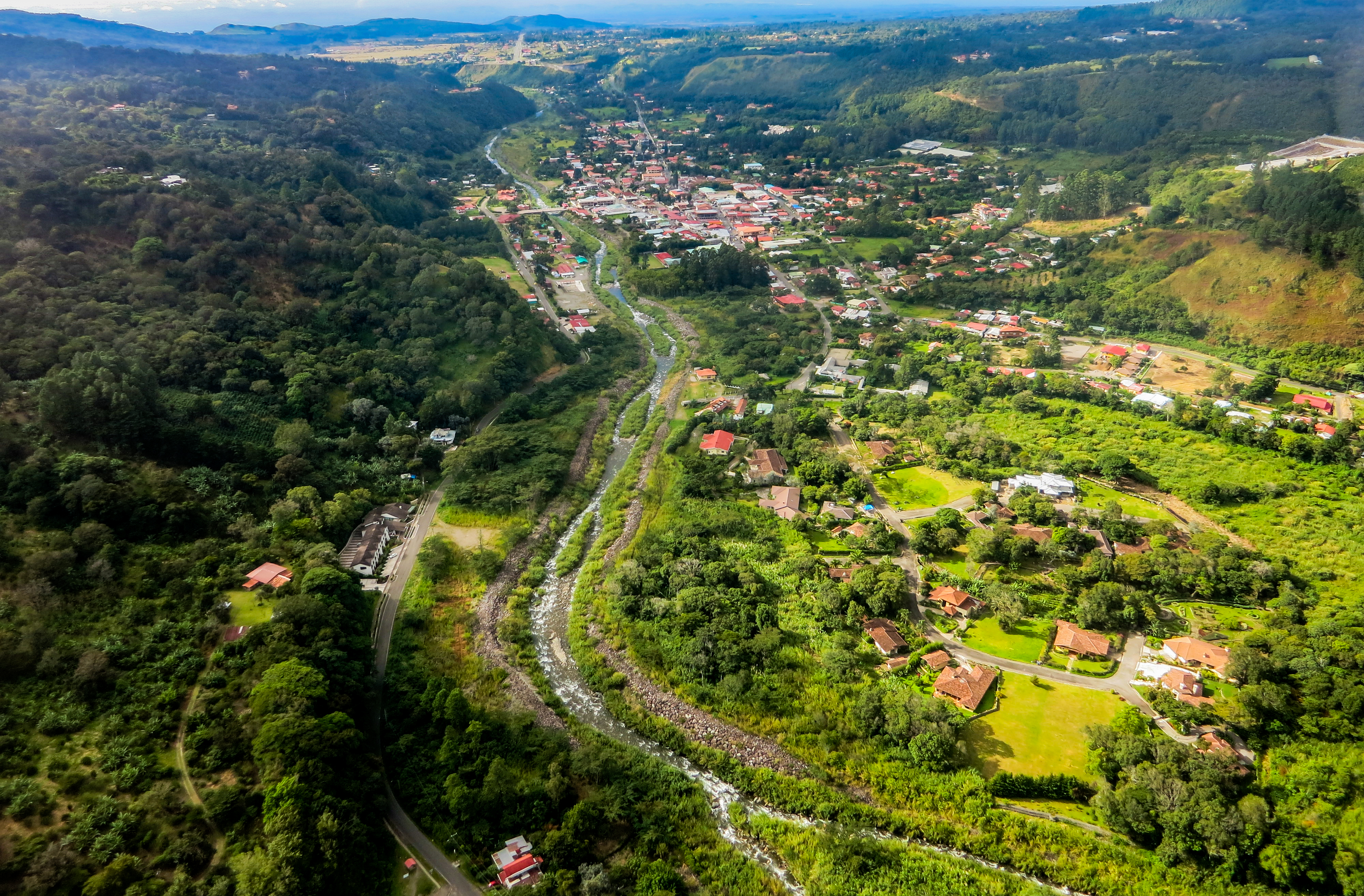
Vista aerea di Boquete, con la strada che attraversa Alto Boquete in alto e a sinistra.

Kris e Lisanne arrivarono a Panama il 15 marzo 2014, con l’intenzione di trascorrere una vacanza di sei settimane. Girarono per Panama per due settimane, prima di arrivare a Boquete il 29 marzo, con l’intenzione di farsi ospitare da una famiglia locale per un mese mentre facevano volontariato coi bambini. Il 1º aprile, verso le 11.00, partirono per un’escursione nei pressi delle foreste nebulose che circondano il vulcano Baru, sul sentiero El Pianista non lontano da Boquete. Alcune fonti affermarono che avessero portato con sé un cane appartenente ai proprietari del ristorante El Pianista, ma ciò non venne confermato. Scrissero su Facebook la loro intenzione di fare una passeggiata per Boquete e fu riferito che le due ragazze erano state viste fare un brunch con due giovani olandesi prima di intraprendere il sentiero.
Alcune fonti affermarono che i proprietari del ristorante si allarmarono quando il loro cane tornò a casa quella notte senza le due ragazze. I genitori di Lisanne non ricevettero più i messaggi che le due ragazze inviavano quotidianamente alle loro famiglie. La mattina del 2 aprile, Kremers e Froon non si presentarono a un appuntamento con la guida locale. Il 3 aprile, le autorità e i residenti locali iniziarono le ricerche nella foresta circostante. Il 6 aprile, i genitori delle due ragazze arrivarono a Panama insieme alla polizia, unità cinofile e investigatori dei Paesi Bassi, per condurre una ricerca su vasta scala nelle foreste. I genitori offrirono una ricompensa di 30.000 dollari per qualsiasi informazione che potesse aiutarli a rintracciare le loro figlie.

## La scoperta
Dieci settimane dopo, il 14 giugno, una donna del posto consegnò alla polizia lo zaino blu di Lisanne, riferendo di averlo trovato sulla sponda di un fiume vicino al suo villaggio di Alto Romero, nella regione di Bocas del Toro, affermando di essere sicura che non fosse lì il giorno prima. Lo zaino conteneva due paia di occhiali da sole, 83 dollari in contanti, il passaporto di Lisanne, una bottiglia d’acqua, la fotocamera di Froon, due reggiseni e i telefoni delle donne in buone condizioni. 
I cellulari rivelarono che, poche ore dopo l’inizio della loro escursione, qualcuno compose il numero 112 (il numero di emergenza nei Paesi Bassi) e il 911 (il numero di emergenza di Panama).
Il primo tentativo di una chiamata di soccorso fu effettuato dall’iPhone di Kris alle 16:39 e, poco dopo, un altro fu praticato dal Samsung Galaxy di Lisanne alle 16:51; nessuna delle due chiamate riuscì a causa dell’assenza di segnale nell’area in cui si trovavano. Neanche i successivi tentativi di chiamata andarono a buon fine (alcune fonti riferirono che un tentativo di chiamata al 911 il 2 aprile si connetté per poco più di un secondo, ma questa informazione non venne confermata).
Il 4 aprile la batteria del telefono di Lisanne si esaurì dopo le 5:00 e il cellulare non fu più utilizzato. Nemmeno l’iPhone di Kris effettuò più chiamate, ma venne acceso a intermittenza per cercare segnale. Tra il 5 e l’11 aprile, i’iPhone venne acceso più volte senza mai inserire il codice PIN corretto (pertanto, o non era stato inserito giusto o non era stato inserito). L’11 aprile il telefono venne acceso alle 10:51 e spento per l’ultima volta alle 11:56.
| Data delle chiamate | iPhone 4 (Kris Kremers) | Samsung Galaxy S III (Lisanne Froon) |
| ------------------- | --- | --- |
| 1º aprile 2014      | 16:39 (tentativo di chiamata al 112)                                                                                           | 16:51 (tentativo di chiamata al 112) |
| 2 aprile            | 8:14 (tentativo di chiamata al 112)                                                                                            | - 6:58 (tentativo di chiamata al 112) - 10:52 (tentativo di chiamata al 112 e al 911) - 13:50 (ricerca di segnale) - Informazione non confermata: tentativo di chiamata al 112 e al 911 con breve recezione di GSM - 16:19 (ricerca di segnale; telefono tenuto poi acceso per tutta la notte) |
| 3 aprile            | - 9:32 (tentativo di chiamata al 911) - 11:47 (ricerca di segnale) - 15:59 (ricerca di segnale)                                | 7:36 (telefono spento) |
| 4 aprile            | - 10:16 (ricerca di segnale) - 13:42 (ricerca di segnale)                                                                      | - 4:50 (ricerca di segnale) - 5:00 (ricerca di segnale; batteria scaricata) |
| 5 aprile            | - 10:50 (ricerca di segnale) - 13:37 (ricerca di segnale, senza inserimento del PIN)                                           | |
| 6 aprile            | - 10:26 (ricerca di segnale, senza inserimento del PIN) - 13:37 (ricerca di segnale, senza inserimento del PIN)                | |
| 11 aprile           | - 10:51 (ricerca del segnale, senza inserimento del PIN) - 11:56 (spento dopo l'1:05; rimasto inattivo con il 22% di batteria) | |

La fotocamera Canon di Lisanne conteneva foto del 1º aprile che indicavano che le donne avessero preso una pista davanti allo spartiacque continentale delle Americhe e si erano dirette in alcune zone fuori dal sentiero diverse ore prima del loro tentativo di chiamare il 112 / 911, ma senza segnalare nulla di insolito. L’8 aprile, tra l’1:00 e le 4:00, furono scattate novanta foto con il flash, apparentemente nella giungla profonda e nell’oscurità quasi completa. Alcune foto mostrano che probabilmente erano vicino a un fiume o a un burrone; altre rappresentano diversi oggetti come bastoni, specchi e sacchetti di plastica posizionati su delle rocce, mentre una mostra la parte posteriore della testa di Kris.

## Il ritrovamento dei resti
La scoperta dello zaino portò a nuove ricerche lungo la Culebra. I pantaloncini di jeans di Kris vennero trovati in cima a una roccia sulla sponda opposta dell’affluente a pochi chilometri di distanza dal punto in cui era stato rinvenuto lo zaino di Lisanne. Si sostenne che i pantaloncini fossero stati rinvenuti con la zip chiusa e ben piegati, ma delle immagini dell’indumento pubblicate nel 2021 smentirono questa informazione. Due mesi dopo, in un luogo vicino al posto dove fu scoperto lo zaino, vennero rinvenuto un bacino e uno stivale contenente un piede. Successivamente vennero trovate almeno 33 ossa sparse lungo la stessa sponda del fiume e il DNA confermò che appartenevano a Kris e Lisanne. Le ossa di Foon avevano ancora della carne, mentre quelle di Kremers apparivano pulite. Un antropologo forense panamense in seguito affermò che le ossa non riportavano alcun tipo di incisione.

## Indagini successive
Nel corso degli anni, ci sono stati tanti dibattiti sul caso, che hanno portato a differenti teorie sulla scomparsa delle due ragazze.
Nel terzo episodio della docuserie "Lost in the Wild" uscita nel 2019, i due escursionisti Kinga Philipps and J.J. Kelley tentano di ripercorrere la strada presa dalle due ragazze, per tentare di capire cosa possa essere successo nell'esattezza. Nell'episodio si nota che nel corso degli anni è stato aggiunto un cartello al termine del sentiero “El Pianista” in memoria delle due ragazze scomparse, che invita gli escursionisti a tornare indietro e a non procedere nel sentiero successivo (denominato "Serpent"). Gli escursionisti mostrano come, procedendo per il sentiero Serpent, il passaggio diventa sempre più pericoloso, suggerendo che le due ragazze abbiano imboccato proprio quel sentiero erroneamente, tipicamente frequentato da indigeni, e mostrano anche quanto sia semplice cadere da un ponte raggiungibile successivamente, denominato “Monkey Bridge”, che consiste in una semplice corda. I resti delle ragazze erano stati trovati ancora più avanti rispetto al ponte. Gli escursionisti asseriscono al fatto che possa essere molto difficile che le ragazze siano state così imprudenti da attraversarlo (come invece veniva affermato nella spiegazione originale della loro morte), suggerendo quindi che la causa della morte non fosse attribuibile alla caduta da quel ponte, ma piuttosto per cause naturali o omicidio.
Nell'ottobre del 2022 viene realizzato un podcast di 7 puntate intitolato: “Lost in Panama” in cui la giornalista Mariana Atencio e Jeremy Kryt decidono di ripercorrere lo stesso percorso effettuato dalle ragazze per dare una spiegazione più convincente di cosa possa essere successo alle ragazze. Nelle indagini viene confermato che il percorso fosse pericoloso per persone non preparate e che risultasse semplice perdersi. La giornalista Atencio suggerisce la possibilità che le due ragazze siano state spaventate da qualcuno nella giungla, e che scappando in tale maniera si siano perse, più che da sole. Oltretutto solleva diversi dubbi sul fatto che ragazze siano morte per causa accidentale nella foresta, ma che piuttosto possano essere state uccise,  collegando il caso a quello di altri misteriosi omicidi in zona.